# Yunhu Hu
Yunhu Hu är en sjö i Kina. Den ligger i provinsen Jiangxi, i den sydöstra delen av landet, omkring 41 kilometer nordost om provinshuvudstaden Nanchang. Yunhu Hu ligger 17 meter över havet. Trakten runt Yunhu Hu består huvudsakligen av våtmarker.
Genomsnittlig årsnederbörd är 2 373 millimeter. Den regnigaste månaden är juni, med i genomsnitt 357 mm nederbörd, och den torraste är oktober, med 36 mm nederbörd.